# Política de Panamá

Escudo de Panamá

La República de Panamá es un Estado soberano e independiente, cuyo gobierno es unitario, democrático y representativo. Su ley suprema es la Constitución Política, vigente desde el 11 de octubre de 1972, la cual establece que el poder público proviene exclusivamente del Pueblo y es ejercido, según la separación de poderes, por tres órganos distintos: el ejecutivo (Presidente), el legislativo (Asamblea Nacional) y el judicial, constituido por el Ministerio Público, la Corte Suprema de Justicia y otros tribunales de menor instancia. 
La representatividad del poder público es intrínseca de su sistema multipartidista, integrado por un total de ocho partidos legalmente constituidos por una institución electoral autónoma (Tribunal Electoral) y regulados por la Fiscalía General Electoral. El sistema político panameño incluye organismos autónomos y fiscalizadores como la Contraloría General de la República, el Tribunal de Cuentas, la Autoridad del Canal de Panamá, el Banco Nacional de Panamá, la Caja de Seguro Social, el IFARHU, y las universidades estatales, entre otros.
Panamá se organiza territorialmente en 10 provincias, cuya máxima autoridad es un gobernador designado por el Presidente, y seis comarcas indígenas (4 de ellas de nivel provincial), con un grado superior de autonomía y su gobierno comarcal está constituido por autoridades indígenas tradicionales. Las provincias y dos de las comarcas indígenas se subdividen en un total de 81 distritos, cuyo gobierno está constituido por el alcalde y el Consejo Municipal.

## Órganos del Estado

### Órgano Ejecutivo

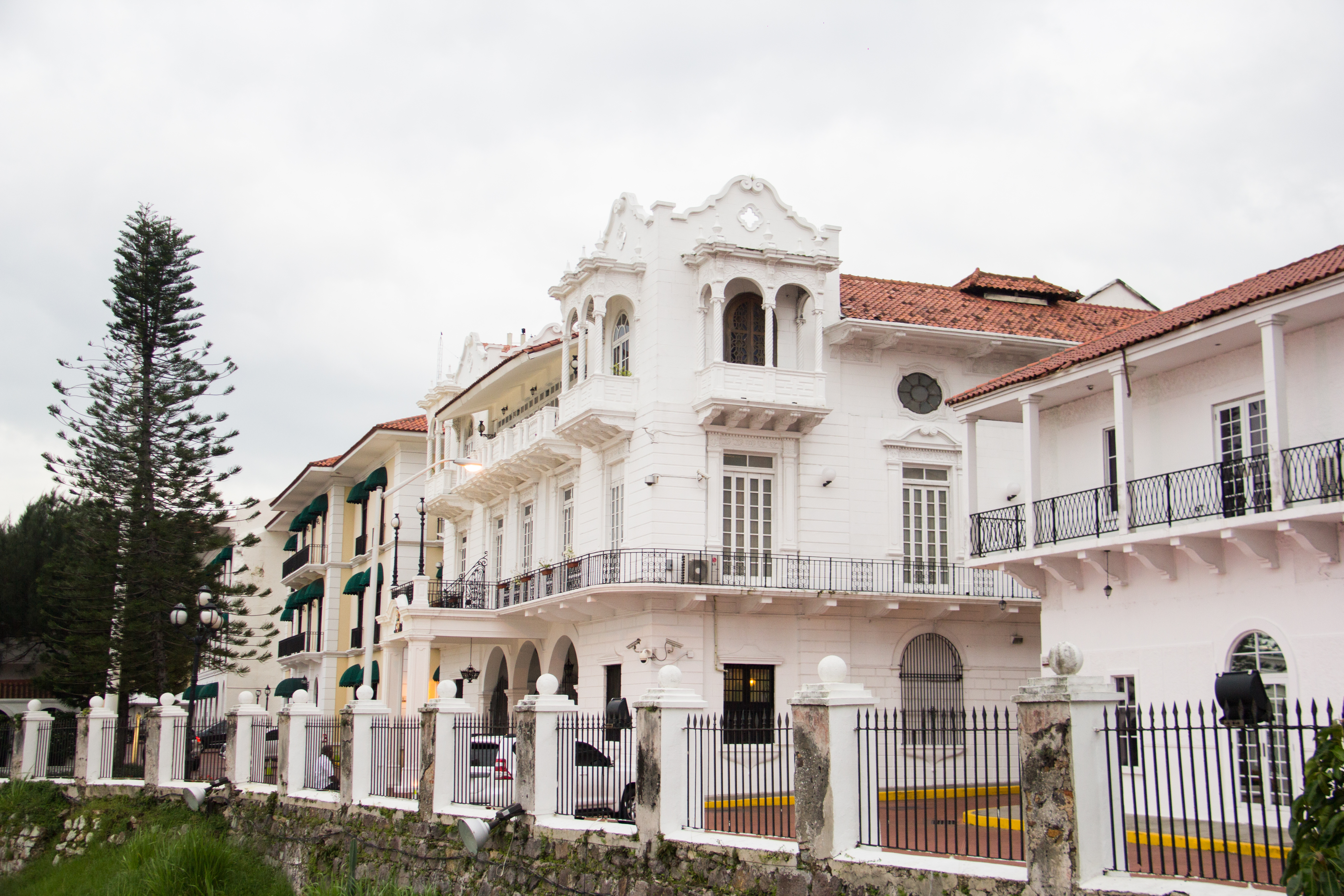
El Palacio de Las Garzas, sede y residencia oficial del Órgano Ejecutivo

El Órgano Ejecutivo, establecido por el Título VI de la Constitución Política, tiene como máxima autoridad al presidente de Panamá. El presidente es el jefe de Estado y de Gobierno, elegido por mayoría simple para un período de cinco años, y tiene la responsabilidad de nombrar y/o destituir al Consejo de Ministros, entre otras que son establecidas por el artículo 183 de la Constitución.  El presidente es elegido directamente con un vicepresidente como compañero de fórmula, quien lo puede sustituir en el cargo cuando esté inhabilitado para ejercerlo de forma temporal o permanente. El presidente es el comandante en jefe de las Fuerzas Públicas y tiene la facultad de nombrar libremente a los directores de sus cinco ramas: la Policía Nacional, el SENAFRONT, el SENAN, el Servicio Nacional de Migración y el SPI. Panamá es, junto a Costa Rica, uno de los países de América Latina sin ejército, pero posee una fuerza de seguridad pública limitada.
Los ministros de Estado son las máximas autoridades de los ministerios bajo su jurisdicción y ejercen, como miembros del Consejo de Ministros, facultades de consejo y consentimiento sobre determinadas áreas del poder público, según la Constitución y la Ley. A partir del 8 de marzo de 2023, el Consejo de Ministros está constituido por un total de 16 ministerios:
- Ministerio de la Presidencia
- Ministerio de Gobierno
- Ministerio de Relaciones Exteriores
- Ministerio para Asuntos del Canal
- Ministerio de Economía y Finanzas
- Ministerio de Seguridad Pública
- Ministerio de Comercio e Industrias
- Ministerio de Obras Públicas
- Ministerio de Educación
- Ministerio de Salud
- Ministerio de Trabajo y Desarrollo Laboral
- Ministerio de Vivienda y Ordenamiento Territorial
- Ministerio de Desarrollo Social
- Ministerio de Desarrollo Agropecuario
- Ministerio de Ambiente
- Ministerio de Cultura
- Ministerio de la Mujer

Adicionalmente, el poder ejecutivo está constituido por un número determinado de instituciones descentralizadas, empresas públicas e intermediarios financieros. Asimismo, existen organismos asesores para el presidente de la República:
- Consejo Nacional para el Desarrollo Sostenible (CONADES)[19]
- Consejo de la Concertación Nacional para el Desarrollo[20]
- Consejo de Seguridad Pública y Defensa Nacional (CSPDN) y organismos adscritos[8]
- Unidad de Análisis Financiero (UAF)[21]

### Órgano Legislativo

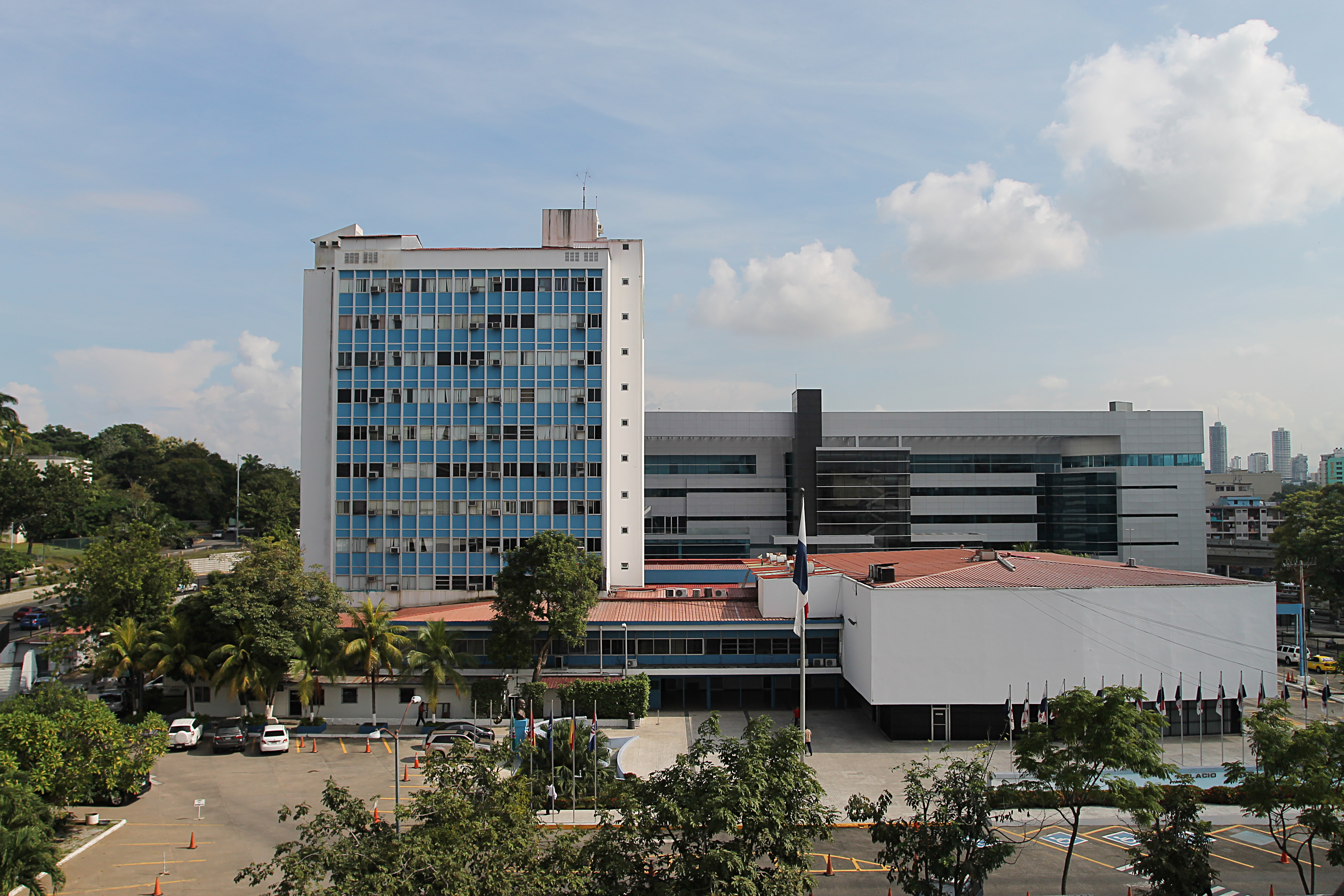
El Palacio Justo Arosemena, la sede de la Asamblea Nacional

El Órgano Legislativo, establecido por el Título V de la Constitución Política, es unicameral y está constituido por la Asamblea Nacional. La Asamblea Nacional está integrada por 71 diputados y sus suplentes, electos por votación popular cada cinco años para representar un total de 39 circuitos uninominales y plurinominales.
La Asamblea Nacional sesiona durante dos legislaturas, extendidas cada una por cuatro meses; el presidente de la República tiene la facultad de convocar sesiones extraordinarias mientras la institución no se encuentre sesionando. El secretario y subsecretario general son elegidos por los diputados, al principio de cada período legislativo, para un período de cinco años; mientras que los miembros restantes de la junta directiva son elegidos anualmente.
Los proyectos de ley deben ser considerados, en primera instancia, por alguna de las 15 comisiones permanentes de la institución. Todas las comisiones están integradas por nueve miembros, a excepción de Presupuesto (que está integrada por 15 miembros). La Asamblea Nacional es responsable de ratificar los nombramientos de la mayoría de los funcionarios de alto rango del Ejecutivo, aprobar tratados y concesiones mineras, reformar la organización territorial del país, aprobar el Presupuesto General del Estado, establecer impuestos, determinar las normas generales para el funcionamiento ordinario del Estado, reconfigurar  y ordenar la estructura de la administración nacional mediante la creación de nuevos organismos, entre otras que sean determinadas por la Constitución.

### Órgano Judicial

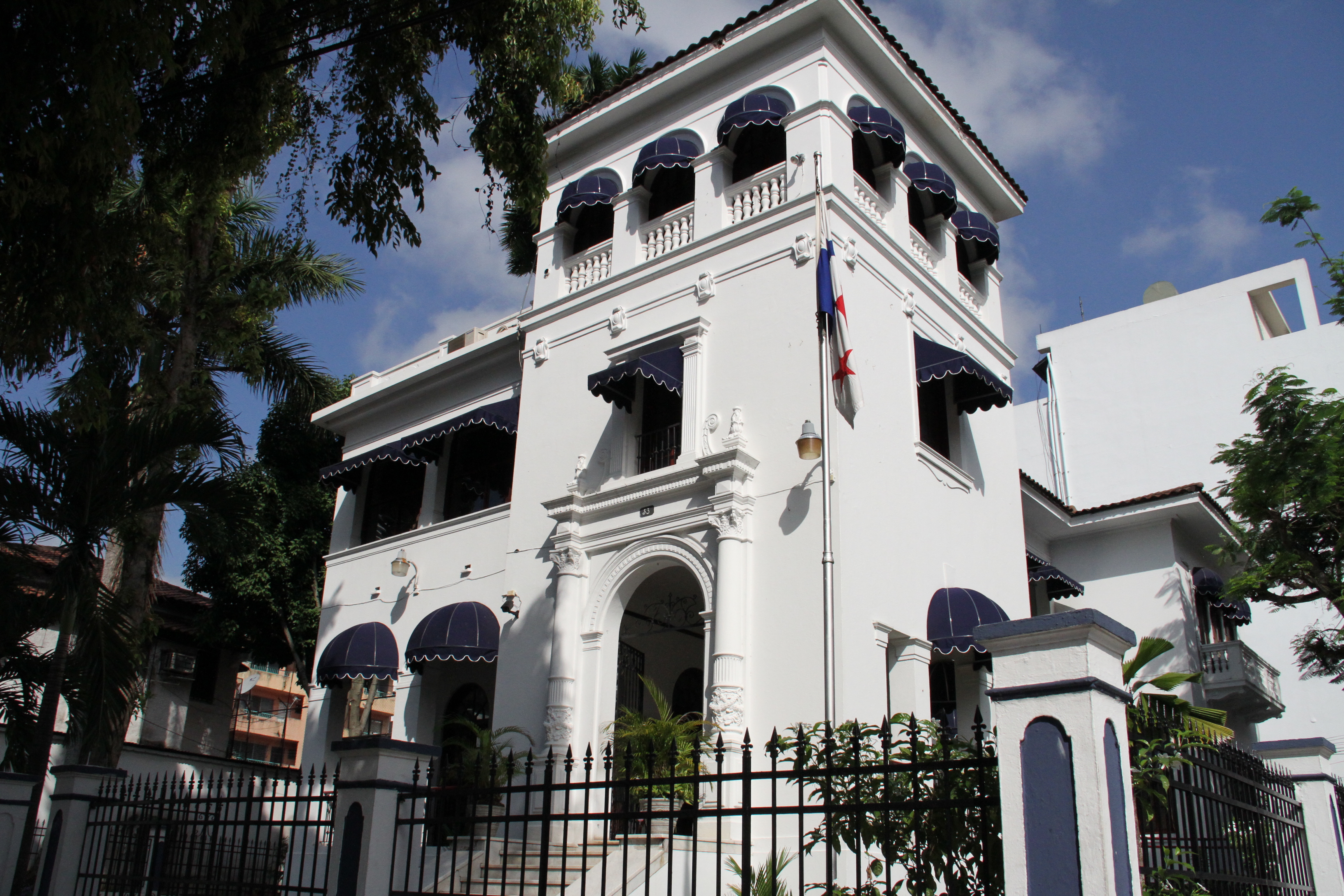
Sede de la Procuraduría General de la Nación, elemento del Ministerio Público

El Órgano Judicial, establecido por el Título VII de la Constitución Política, está constituido por la Corte Suprema de Justicia y los tribunales de menor instancia que constituyen el Sistema Penal Acusatorio (SPA). El SPA fue establecido con la adopción del Código Procesal Penal el 28 de agosto de 2008, y comprende un sistema procesal penal que pretende brindar una resolución a hechos delictivos en un menor tiempo y garantizar la igualdad de las partes en el proceso de audiencias ante un juez independiente e imparcial. Los cuatro distritos judiciales de Panamá, en los que se ha implementado el SPA, son los siguientes:
- Primer Distrito Judicial. Veraguas y Coclé.[27]
- Segundo Distrito Judicial. Herrera y Los Santos.[27]
- Tercer Distrito Judicial. Bocas del Toro y Chiriquí; y Comarca Ngäbe-Buglé.[27]
- Cuarto Distrito Judicial. Provincias de Panamá, Panamá Oeste, Colón y Darién; comarcas Guna Yala y Emberá-Wounaan.[27]

#### Corte Suprema de Justicia
La Corte Suprema de Justicia es el tribunal de última instancia para la administración de justicia ordinaria, proporcionada por los juzgados del SPA, y tiene competencia exclusiva sobre los procesos judiciales contra los diputados de la Asamblea Nacional y otros funcionarios de alto rango del Estado (a excepción del presidente de la República, que es juzgado por la Asamblea). La institución está integrada por un total de nueve magistrados, nominados por el presidente de la República y ratificados por la Asamblea Nacional para un período de 10 años, que son asignados a evaluar los procesos judiciales en tres salas distintas, cuyas competencias son determinadas por el Título III del Código Judicial.
- Sala Primera de lo Civil. Está facultado para evaluar, en primera instancia, los recursos de casación y revisión en los procesos civiles, los recursos de hecho contra las resoluciones de los tribunales superiores, y otras cuestiones en materia civil suscitadas entre tribunales que no posean un superior común. Asimismo, está facultado para evaluar, en segunda instancia, todos los negocios civiles que son evaluados en primera instancia por los tribunales de un distrito judicial y se haya recurrido a consulta o apelación de sus decisiones; y las apelaciones contra las resoluciones emitidas por el director del Registro Público.[30]
- Sala Segunda de lo Penal. Tiene jurisdicción a nivel nacional sobre los delitos y faltas que son establecidas por el artículo 94 del Código Penal. Asimismo, está facultado para evaluar los recursos de hecho contra resoluciones de los tribunales superiores de un distrito judicial en materia penal; y las apelaciones o consultas de las resoluciones que sean establecidas, en primera instancia, por los tribunales de un distrito judicial en materia penal.[31]
- Sala Tercera de lo Contencioso Administrativo. Está facultado para evaluar los procesos que se originen por el ejercicio de actos, omisiones, prestaciones defectuosas o deficientes de parte de los funcionarios públicos; al igual que de las resoluciones, órdenes o disposiciones que ejecuten, expidan o incurran en el pretexto o ejercicio pleno de sus funciones en el Estado, según sean establecidas por la Constitución y la Ley.[32]

#### Ministerio Público
El Ministerio Público tiene jurisdicción sobre la investigación de los hechos constitutivos de delito, que determinen una participación punible y/o acrediten la inocencia de un imputado en algún proceso judicial. Asimismo, tiene la responsabilidad de garantizar la protección a las víctimas y los testigos de un delito, por el cual su vida y/o integridad física se encuentre en riesgo. El Ministerio Público no es un elemento constituyente del Órgano Judicial, pero ejerce el sustento de la acción penal pública ante las diversas instancias de administración de justicia en el Sistema Penal Acusatorio.
La máxima autoridad del Ministerio Público es el procurador general de la Nación, nominado por el presidente de la República y ratificado por la Asamblea Nacional para un período de 10 años (sin posibilidad de renominación inmediata), quien tiene facultad para sustentar la acción penal contra determinados funcionarios públicos y coordinar el ejercicio adecuado de las funciones propias de los agentes de la institución. Las competencias del Ministerio Público son ejercidas por once fiscalías regionales, mientras que una de ellas (la Fiscalía Metropolitana) está descentralizada en once fiscalías subregionales.

#### Procuraduría de la Administración
La Procuraduría de la Administración es un elemento constituyente del Ministerio Público, con la responsabilidad de garantizar la institucionalidad del poder público mediante la protección de los intereses del Estado y los gobiernos municipales; promover la legalidad y la ética en el ejercicio competente de las funciones de cada servidor público; brindar orientación ciudadana y contribuir a establecer una cultura de paz a través de la mediación comunitaria, con el objetivo de fortalecer el Estado de derecho.
El Procurador de la Administración es nominado y ratificado bajo las mismas condiciones establecidas para el procurador general de la Nación, para un periodo de 10 años. El Procurador de la Administración tiene facultad para realizar diversas investigaciones  con respecto a la actividad regular del Estado, con el propósito de garantizar su institucionalidad y transparencia, y su opinión es fundamental para el procesamiento de las demandas de inconstitucionalidad en la Corte Suprema de Justicia.

## Organismos autónomos y fiscalizadores

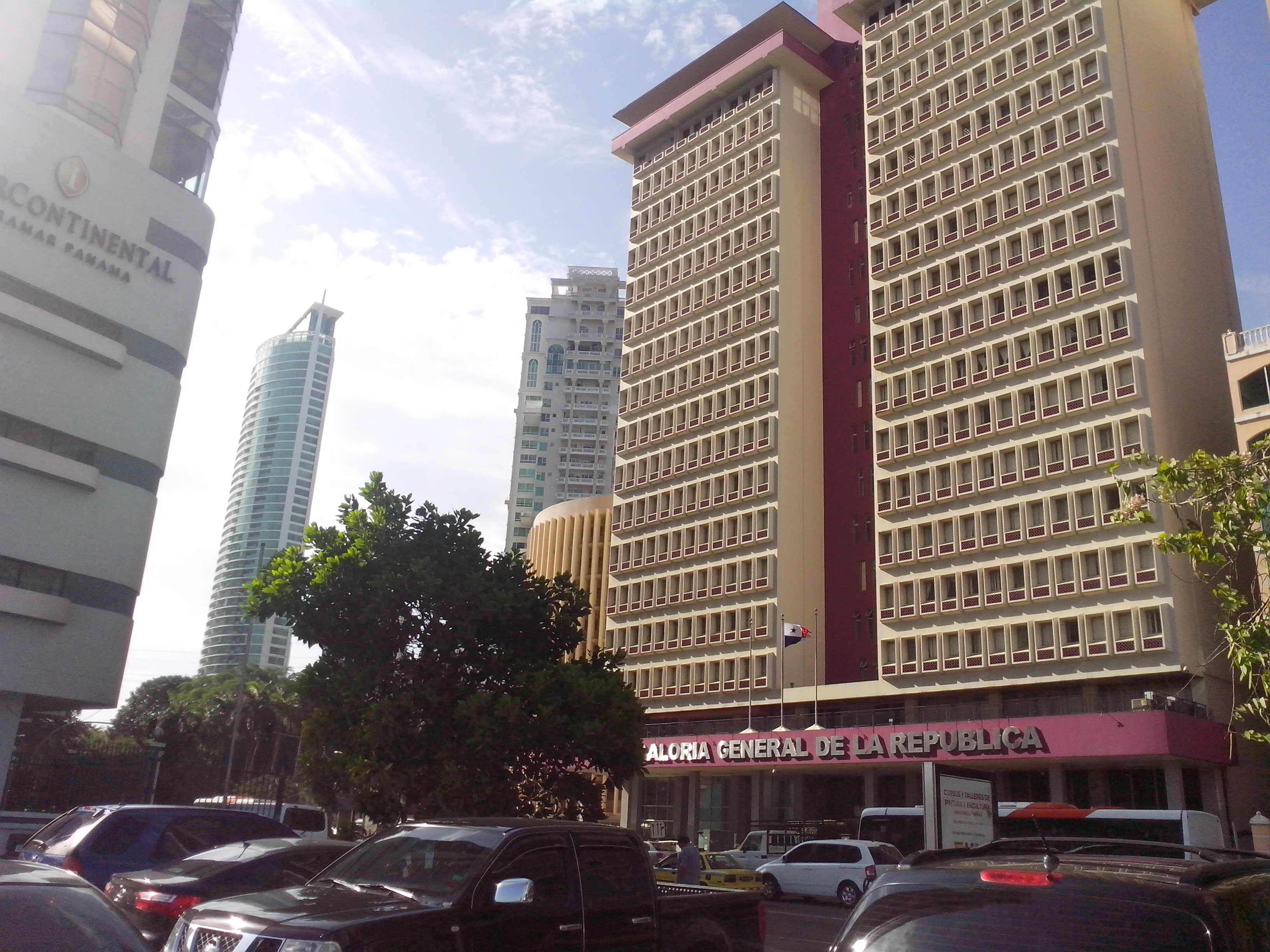
Sede nacional de la Contraloría General de la República

Algunas de las competencias del Órgano Ejecutivo son ejecutadas por un número determinado de organismos autónomos, que ejercen sus responsabilidades legales con determinada independencia operativa del Consejo de Ministros y sus autoridades. Asimismo, las disposiciones de la Constitución y la Ley establecen la constitución de nueve organismos fiscalizadores con total independencia operativa, pero el sistema de separación de poderes dispone que sean nominados por el presidente de la República y ratificados por la Asamblea Nacional. Los organismos fiscalizadores, excluyendo al Ministerio Público, son los siguientes:
- Contraloría General de la República[39]
- Defensoría del Pueblo[40]
- Fiscalía General de Cuentas[41]
- Fiscalía General Electoral[42]
- Tribunal Administrativo de Contrataciones Públicas (TACP)[43]
- Tribunal Administrativo Tributario[44]
- Tribunal de Cuentas[45]
- Tribunal Electoral[46]

### Instituciones descentralizadas

#### Instituciones de carácter ejecutivo

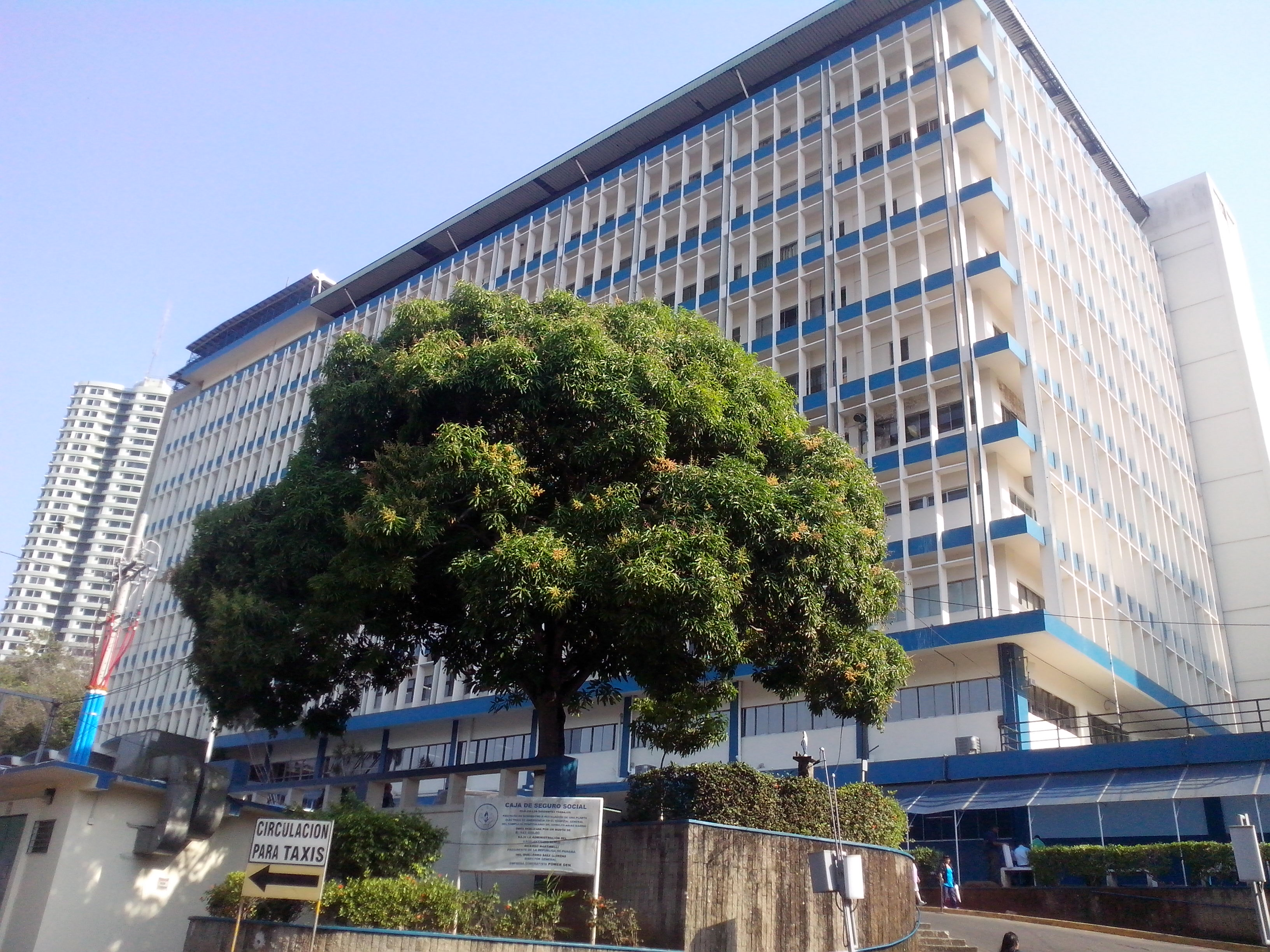
Complejo Hospitalario Dr. Arnulfo Arias Madrid en Ciudad de Panamá, operado por la Caja de Seguro Social

Las instituciones descentralizadas, de carácter ejecutivo, en el Órgano Ejecutivo son los siguientes:
- Autoridad de Pasaportes de Panamá
- Autoridad de Turismo de Panamá (ATP)
- Autoridad Nacional de Administración de Tierras (ANATI)
- Autoridad Nacional de Aduanas
- Benemérito Cuerpo de Bomberos de la República de Panamá
- Caja de Seguro Social (CSS)
- Consejo de Administración del Sistema de Ahorrro y Capitalización de Pensiones de los Servidores Públicos (SIACAP)
- Instituto Nacional de Formación Profesional y Capacitación para el Desarrollo Humano (INADEH)
- Instituto Panameño de Deportes (PANDEPORTES)
- Instituto para la Formación y Aprovechamiento de Recursos Humanos (IFARHU)
- Sistema Estatal de Radio y Televisión (SERTV)
- Sistema Único de Manejo de Emergencias (SUME 9-1-1)

#### Instituciones de carácter regulador
Las instituciones descentralizadas, de carácter regulador, en el Órgano Ejecutivo son los siguientes:
- Autoridad de la Micro, Pequeña y Mediana Empresa (AMPYME)
- Autoridad de los Recursos Acuáticos de Panamá (ARAP)
- Autoridad de Protección al Consumidor y Defensa de la Competencia (ACODECO)
- Autoridad del Tránsito y Transporte Terrestre (ATTT)
- Autoridad Nacional de los Servicios Públicos (ASEP)
- Autoridad Nacional de Transparencia y Acceso a la Información (ANTAI)
- Agencia Panameña de Alimentos (APA)
- Dirección General de Contrataciones Públicas
- Instituto Panameño Autónomo Cooperativo (IPACOOP)
- Registro Público de Panamá
- Secretaría Nacional de Discapacidad (SENADIS)
- Secretaría Nacional de Niñez, Adolescencia y Familia (SENNIAF)
- Zona Franca de Barú

#### Instituciones de carácter técnico

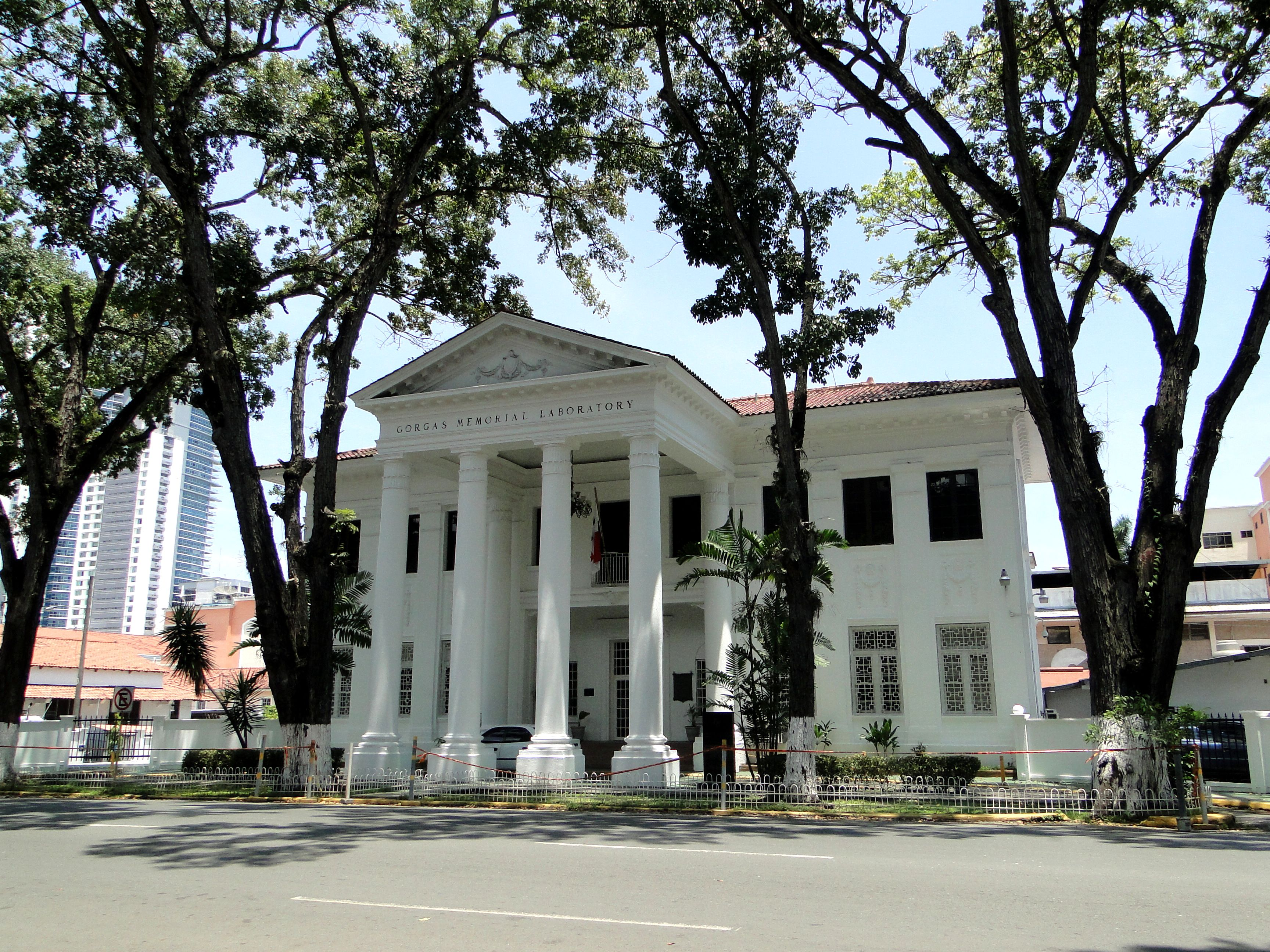
Sede del Instituto Conmemorativo Gorgas en Ciudad de Panamá

Las instituciones descentralizadas, de carácter técnico, en el Órgano Ejecutivo son los siguientes:
- Autoridad Nacional para la Innovación Gubernamental (AIG)
- Centro Nacional de Estudios en Técnicas de Imágenes Moleculares (CENETIM)
- Instituto Conmemorativo Gorgas de Estudios de la Salud (ICGES)
- Instituto de Investigación Agropecuaria de Panamá
- Instituto Panameño de Habilitación Especial (IPHE)
- Secretaría Nacional de Ciencia, Tecnología e Innovación (SENACYT)

#### Universidades estatales
La Ley panameña ha establecido la constitución de cinco universidades estatales, con sedes regionales alrededor del país:
- La Universidad Autónoma de Chiriquí (UNACHI), fundada el 1 de abril de 1995 como rama independiente de la Universidad de Panamá en la provincia de Chiriquí. La universidad posee tres centros regionales (Barú, San Félix y Tierras Altas), además de una rama dependiente conocida como la Universidad Popular de Alanje y una extensión universitaria en Boquete.[47]
- La Universidad de Panamá (UP), fundada el 7 de octubre de 1935 como la primera universidad estatal del país.[48] La universidad posee dos campus en la Ciudad de Panamá: Octavio Méndez Pereira, en el límite de Bella Vista y Curundú, y Harmodio Arias Madrid, en el corregimiento de Ancón; además de 10 centros regionales y cinco extensiones universitarias.[49]
- La Universidad Especializada de las Américas (UDELAS), fundada el 18 de noviembre de 1997 y enfocada en carreras de ámbito médico, terapéutico y psicológico. La universidad posee cinco sedes regionales (David, Santiago, Colón, Penonomé y Azuero) y ha constituido un Centro Interdisciplinario de Atención e Investigación en Educación y Salud (CIAES). [50][51]
- La Universidad Marítima Internacional de Panamá (UMIP), fundada el 1 de diciembre de 2005 y enfocada en carreras de ámbito marítimo.[52] La universidad está ubicada en la Ciudad de Panamá, a un costado de la vía de acceso al Puente de las Américas, y ha constituido un Maritime Language Center (MLC) y un Instituto Técnico Marítimo (ITEMAR).[53][54]
- La Universidad Tecnológica de Panamá (UTP), fundada el 13 de agosto de 1981 como una rama independiente de la UP y  enfocada en carreras de ámbito ingenieril y técnico. La universidad posee siete centros regionales, además de dos extensiones universitarias en Panamá Pacífico y Tocumen.[55]

### Empresas públicas

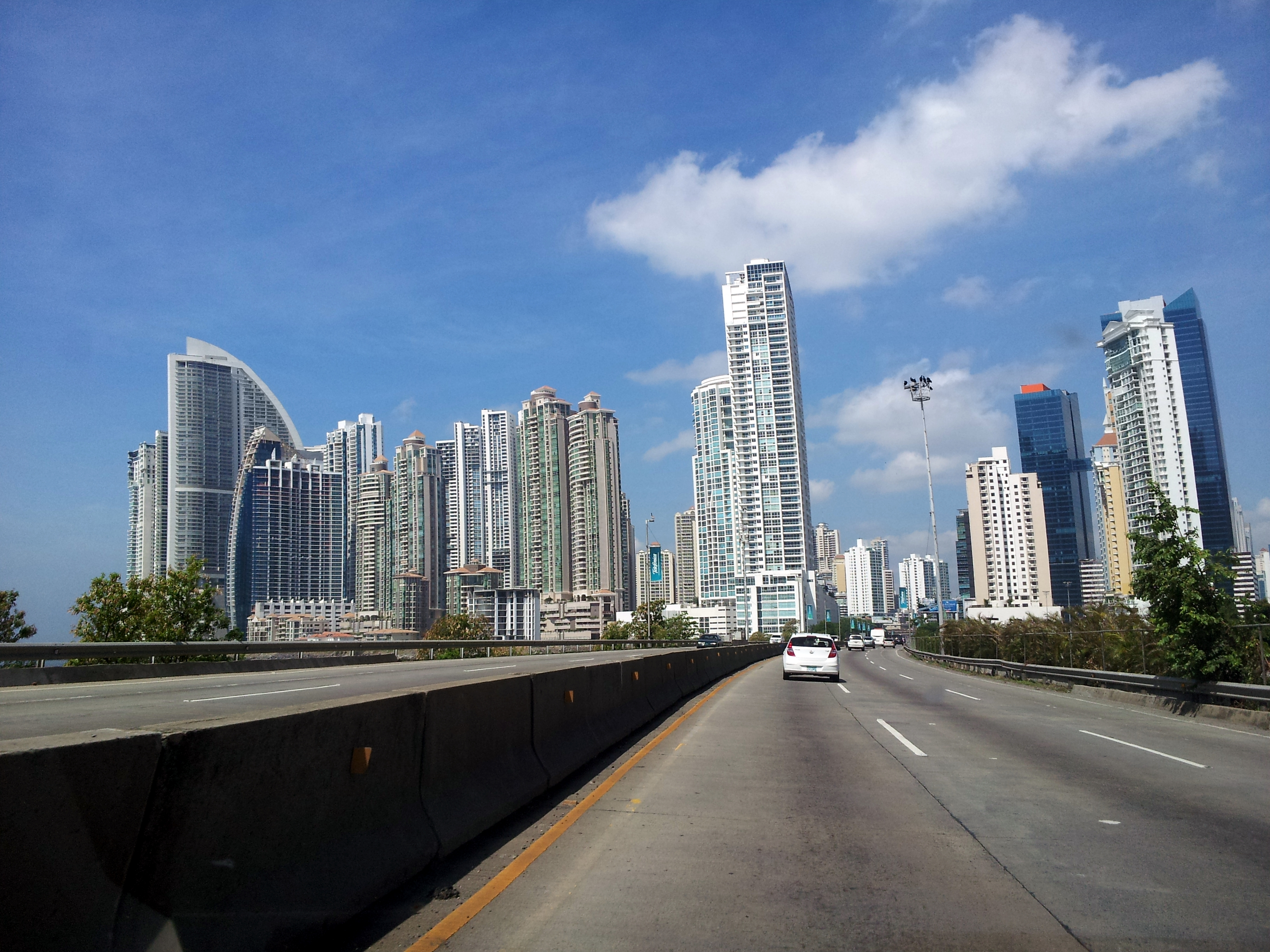
Skyline de Punta Pacífica desde el Corredor Sur, operado por ENA

La Ley panameña ha establecido la constitución de un número determinado de empresas públicas, enlistadas a continuación:
- Aeropuerto Internacional de Tocumen, S.A., responsable de las operaciones del aeropuerto homónimo.[56]
- Agencia del Área Económica Especial Panamá Pacífico (APP)[57]
- Autoridad Aeronáutica Civil[58]
- Autoridad de Aseo Urbano y Domiciliario (AAUD)[59]
- Autoridad Marítima de Panamá (AMP)[60]
- Bingos Nacionales[61]
- Empresa de Generación Eléctrica, S.A. (EGESA)[62]
- Empresa de Transmisión Eléctrica, S.A. (ETESA)[63]
- Empresa Mercados Nacionales de la Cadena de Frío, S.A., responsable de las operaciones de estos mercados.[64]
- Empresa Nacional de Autopistas, S.A. (ENA), responsable de las operaciones del Corredor Norte y Sur.[65]
- Instituto de Acueductos y Alcantarillados Nacionales (IDAAN), responsable de la operación y mantenimiento del sistema de potabilización y abastecimiento de agua potable, al igual que de la red de alcantarillado, a nivel nacional.
- Instituto de Mercadeo Agropecuario (IMA), responsable del estudio y desarrollo de políticas que contribuyan al mercadeo y comercialización de los productos y la operación ordinaria del sector agropecuario.[66]
- Lotería Nacional de Beneficencia (LNB), único responsable de la celebración de sorteos ordinarios y extraordinarios de lotería a nivel nacional, que utiliza sus ganancias para el desarrollo de obras de beneficencia en el país.[67]
- Metro de Panamá, S.A., responsable de la operación de las líneas existentes del metro de Panamá, al igual que la dirección de los proyectos orientados a la planificación y desarrollo de futuras líneas para el servicio de transporte masivo.[68]
- Transporte Masivo de Panamá, S.A. (MiBus), responsable de la operación del sistema de transporte público (metrobús) en los distritos de Panamá y San Miguelito.[69]
- Zona Libre de Colón

### Intermediarios financieros

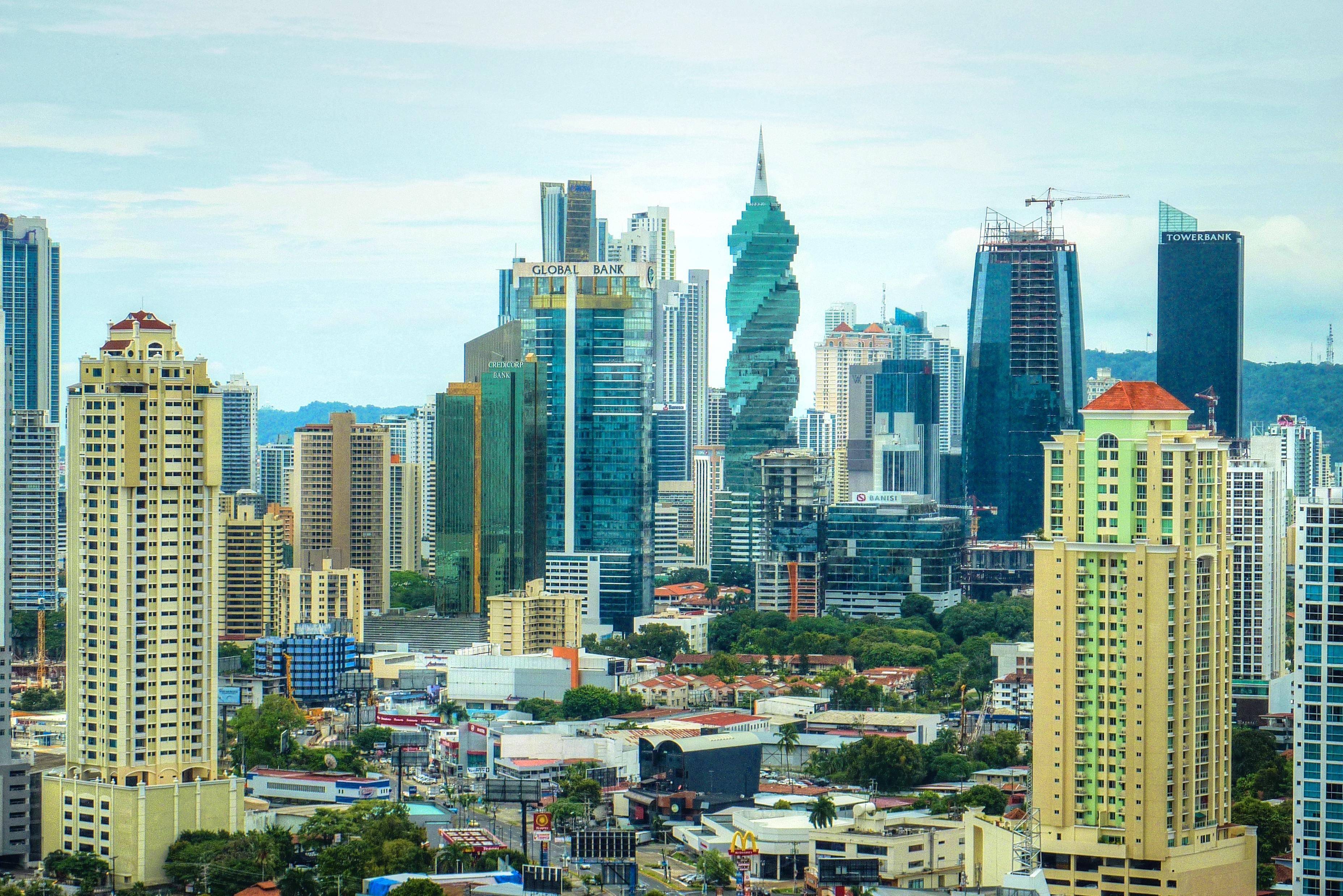
Skyline del área de Calle 50 en Ciudad de Panamá, donde se encuentran las sedes de los principales bancos

La Ley panameña ha establecido la constitución de un número determinado de instituciones financieras estatales y reguladoras de los servicios financieros a nivel nacional, que son enlistadas a continuación:
- Banco de Desarrollo Agropecuario (BDA)[70]
- Banco Hipotecario Nacional (BHN)[71]
- Banco Nacional de Panamá
- Caja de Ahorros de Panamá[72]
- Instituto de Seguro Agropecuario (ISA)[73]
- Superintendencia de Bancos de Panamá
- Superintendencia del Mercado de Valores de Panamá (SMV)[74]
- Superintendencia de Seguros y Reaseguros de Panamá (SSRP)[75]

## Partidos políticos
Desde la restauración de la democracia en Panamá, a partir de la invasión estadounidense de 1989, la política ha sido dominada por el Partido Revolucionario Democrático (PRD) que fue fundado en 1979, y el Partido Panameñista que fue fundado en 1931. Existió un sistema bipartidista a nivel presidencial y legislativo entre 1989 y 2004, alternando el poder nacional desde la elección de Guillermo Endara, líder de la oposición a la dictadura militar; hasta la de Martín Torrijos, hijo del fallecido dictador Omar Torrijos Herrera. El bipartidismo nacional colapsó en 2009 con la elección de Ricardo Martinelli por Cambio Democrático, con el 60% de los votos. La predominancia de estos tres partidos en la política nacional disminuyó drásticamente con los resultados de las elecciones de 2024.
Los partidos minoritarios históricos, el Movimiento Liberal Republicano Nacionalista (MOLIRENA) y el Partido Popular, apoyaron a los candidatos presidenciales elegidos de 1989 hasta 2019 y obtuvieron una representación limitada en otros niveles del gobierno nacional y local.El Partido Alianza fue fundado en 2018 por José Muñoz Molina, como un nuevo partido minoritario, que brindó su apoyo electoral al exministro Rómulo Roux, candidato de CD en 2019, y José Raúl Mulino, quien fue elegido como presidente en 2024 tras sustituir a Martinelli como candidato luego de su inhabilitación electoral.
Los partidos Realizando Metas y Movimiento Otro Camino (fundados por Martinelli y Ricardo Lombana, respectivamente, después de 2019) se consolidaron como nuevas fuerzas políticas en el país al obtener el primer y segundo lugar, respectivamente, en los resultados presidenciales de 2024, además de significativas victorias a nivel legislativo y de gobiernos locales.
| Partido | Partido                                     | Partido | Posición política         | Ideología                                                                           | Líder               | Asamblea Nacional | PARLACEN | Membresía |
| ------- | ------------------------------------------- | ------- | ------------------------- | ----------------------------------------------------------------------------------- | ------------------- | ----------------- | -------- | --------- |
|         | Realizando Metas                            | RM      | Derecha a extrema derecha | Personalismo Liberalismo económico Populismo de derecha Liberalismo conservador     | Ricardo Martinelli  | 15/71             | 9/20     | 258 411   |
|         | Partido Revolucionario Democrático          | PRD     | Centro a centroizquierda  | Nacionalismo de izquierda Socialdemocracia Tercera vía Latinoamericanismo Populismo | Benicio Robinson    | 12/71             | 1/20     | 649 457   |
|         | Cambio Democrático                          | CD      | Centroderecha             | Conservadurismo liberal Neoliberalismo                                              | Rómulo Roux         | 8/71              | 0/20     | 273 763   |
|         | Partido Panameñista                         | PAN     | Centroderecha a derecha   | Populismo Conservadurismo nacional                                                  | José Isabel Blandón | 8/71              | 1/20     | 232 226   |
|         | Movimiento Otro Camino                      | MOCA    | Partido atrapalotodo      | Anticorrupción Política verde Democracia participativa                              | Ricardo Lombana     | 3/71              | 0/20     | 36 263    |
|         | Partido Alianza                             | ALZ     | Centroderecha a derecha   | Nacionalismo liberal Economía mixta Laicismo                                        | José Muñoz Molina   | 2/71              | 1/20     | 25 879    |
|         | Partido Popular                             | PP      | Centroderecha             | Democracia cristiana Socialismo cristiano                                           | Daniel Brea         | 2/71              | 5/20     | 20 276    |
|         | Movimiento Liberal Republicano Nacionalista | MLRN    | Centroderecha             | Nacionalismo liberal Liberalismo Conservadurismo                                    | Francisco Alemán    | 1/71              | 1/20     | 86 204    |

## Gobiernos locales
El territorio panameño se organiza territorialmente, en primera instancia, en 10 provincias y seis comarcas indígenas (4 de ellas con nivel provincial). Las provincias y dos comarcas indígenas, Emberá-Wounaan y Ngäbe-Buglé, se organizan territorialmente en un total de 81 distritos. Cada distrito, al igual que dos comarcas indígenas (Guna Yala y Naso Tjër Di), se subdivide en un total de 702 corregimientos. Según las disposiciones de la Constitución Política, los gobiernos locales en la República de Panamá se organizan en dos niveles administrativos: provincial y municipal. Los gobiernos comarcales son caracterizados por poseer un mayor grado de autonomía y estar constituidos por autoridades indígenas tradicionales.

### Gobierno provincial

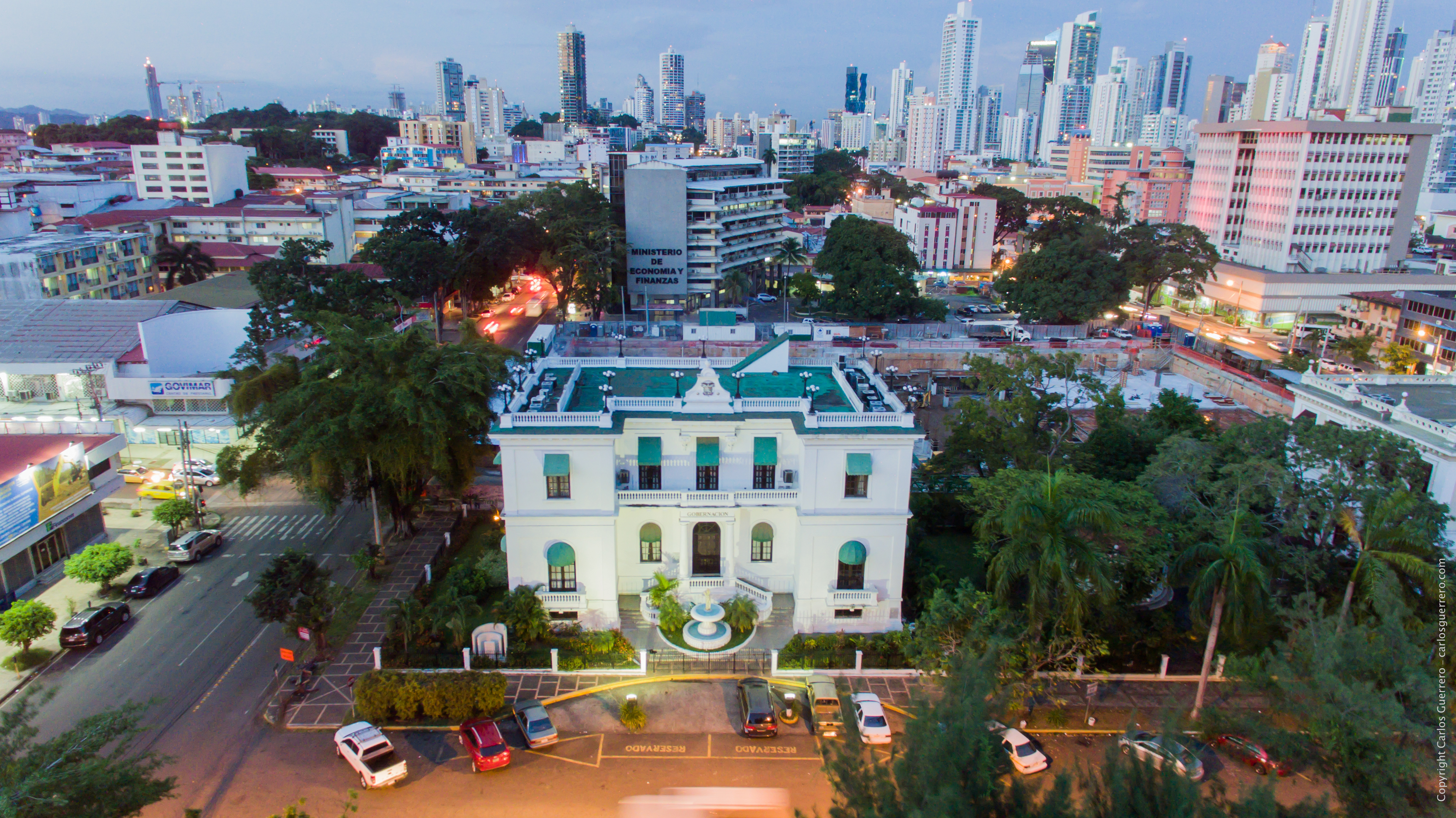
La sede de la Gobernación de la provincia de Panamá, con el centro de la Ciudad de Panamá en el fondo

Cada una de las 10 provincias de Panamá tiene como máxima autoridad local a un gobernador, nombrado a discreción exclusiva del Consejo de Ministros para un período indeterminado que no exceda el del presidente de la República (a menos que su sucesor desee que continúe ejerciendo el cargo). Los gobiernos provinciales se encuentran bajo jurisdicción del Ministerio de Gobierno, y poseen como órgano legislativo de jure a un Consejo Provincial, constituido por los representantes de corregimiento de cada uno de los distritos propios de la provincia. El gobernador y los alcaldes tienen derecho a voz, pero no derecho a voto, en las reuniones del Consejo Provincial.
El artículo 255 de la Constitución Política establece las competencias propias del Consejo Provincial, enlistadas a continuación:
- Actuar como órgano de consulta del Gobernador de la provincia, de las autoridades provinciales y de las autoridades nacionales en general.
- Requerir informes de los funcionarios nacionales, provinciales y municipales en relación con asuntos concernientes a la provincia. Para estos efectos, los funcionarios provinciales y municipales están obligados, cuando los Consejos Provinciales así lo soliciten, a comparecer personalmente ante estos a rendir informes verbales. Los funcionarios nacionales pueden rendir informes por escrito.
- Preparar cada año, para la consideración del Órgano Ejecutivo, el plan de obras públicas, de inversiones y de servicios de la provincia, y fiscalizar su ejecución.
- Supervisar la marcha de los servicios públicos que se presten en su respectiva provincia.
- Recomendar a la Asamblea Nacional los cambios que estime convenientes en las divisiones políticas de la provincia.
- Solicitar, a las autoridades nacionales y provinciales, estudios y programas de interés provincial.

### Gobierno municipal

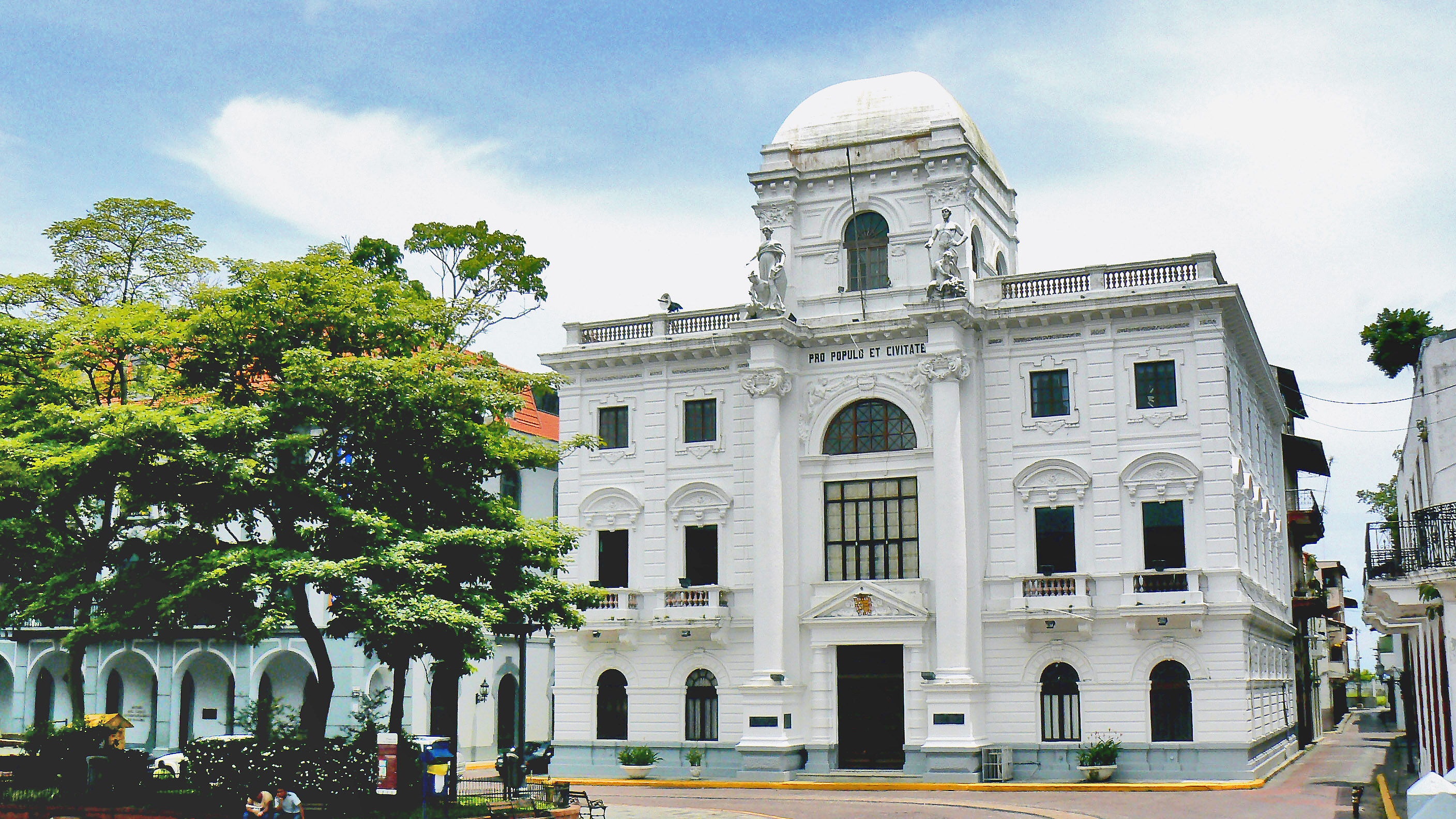
El Palacio Municipal de Panamá, la sede del Consejo Municipal del distrito de Panamá

El alcalde es la máxima autoridad del Distrito y es elegido por todos los ciudadanos mayores de 18 años habilitados para votar, en una elección concurrente con la de los representantes de corregimiento y las autoridades nacionales (presidente de la República y miembros de la Asamblea Nacional). Las responsabilidades del alcalde, establecidas por el artículo 240 de la Constitución, son: presentar proyectos de acuerdos, ordenar los gastos de la administración local, nombrar y remover a los funcionarios públicos municipales cuya designación no corresponda a otra autoridad, promover el progreso municipal y garantizar el cumplimiento de los deberes de los funcionarios del municipio, entre otras que sean dispuestas por la Ley.
El Consejo Municipal ostenta el poder legislativo del gobierno del Distrito y es responsable de aprobar o rechazar los proyectos municipales presentados por el alcalde. Está constituido por los representantes de los corregimientos existentes en cada distrito, denominados como Concejales mientras ejercen sus responsabilidades dentro del Concejo. Cada representante es responsable de la administración de la junta comunal de su corregimiento que es, a su vez, es responsable de impulsar la organización de la comunidad para promover su desarrollo socioeconómico y político. En este sentido, su deber primordial es promover el desarrollo de la colectividad y buscar la solución de sus problemas más relevantes. Los recursos financieros de las juntas comunales provienen de la alcaldía y la Autoridad Nacional de Descentralización.

### Gobierno comarcal

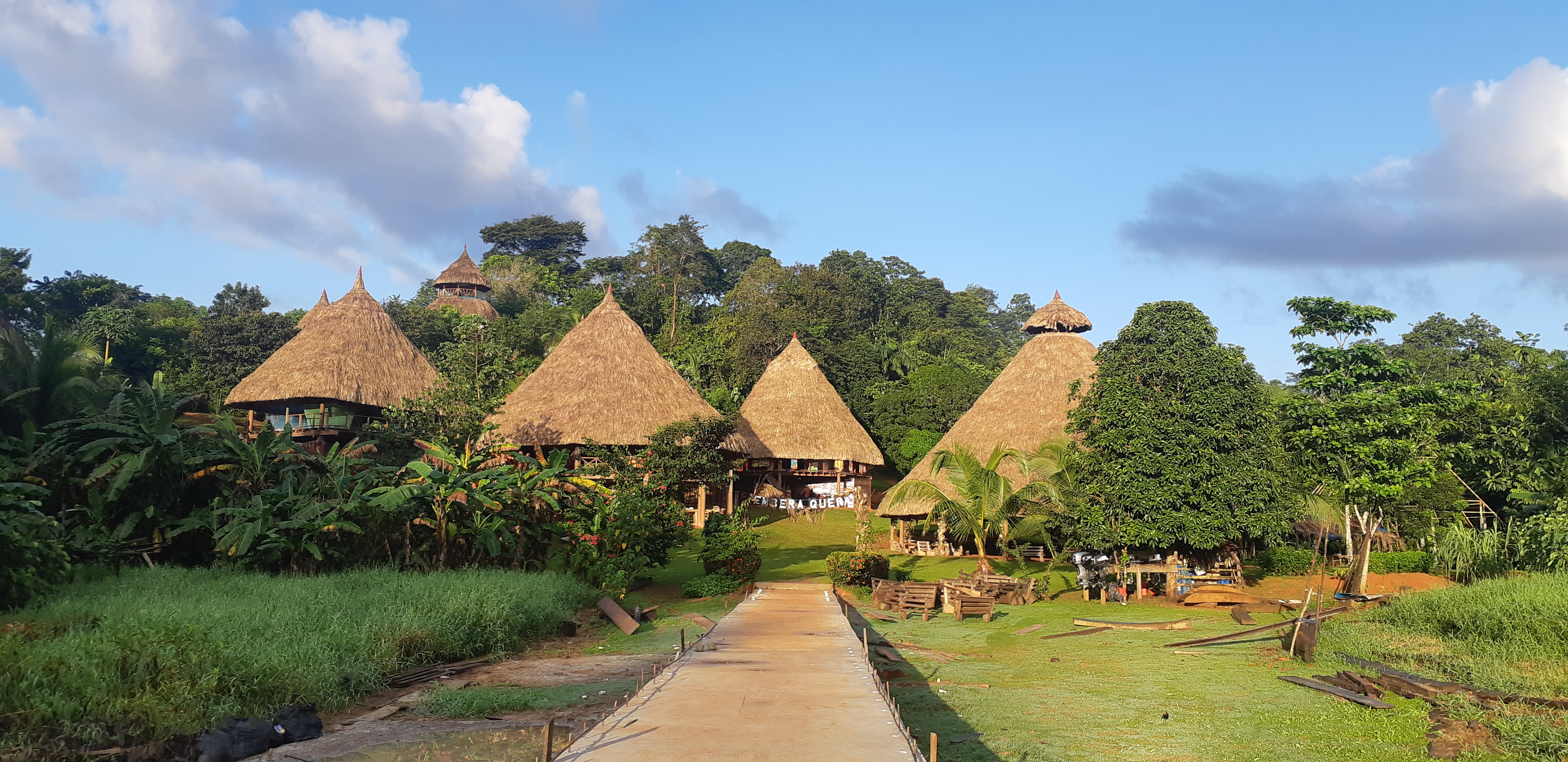
Embera Quera, un asentamiento del pueblo emberá en la región oriental del país

La Constitución Política no establece a las comarcas indígenas como un elemento de la organización territorial panameña. Sin embargo, han sido constituidas como resultado de numerosas negociaciones entre el gobierno nacional y las autoridades indígenas tradicionales a lo largo de la historia republicana panameña. El artículo 90 de la Constitución Política establece que "reconoce y respeta la identidad étnica de las comunidades indígenas nacionales, [...] los valores materiales, sociales y espirituales propios de cada una de sus culturas [...] el estudio, conservación, divulgación de las mismas y de sus lenguas, así como la promoción del desarrollo integral de dichos grupos humanos".
Según datos del censo de 2023, la población indígena panameña es de 698 114 habitantes (correspondientes al 17.17% del total) y existen nueve grupos étnicos que se autodenominan indígenas: guna, ngäbe y buglé, naso y teribe, bokota, emberá y wounaan, y bribri. La primera comarca indígena en constituirse fue Guna Yala, establecida el 16 de septiembre de 1938 como parte de los compromisos del gobierno nacional para concluir con la revolución guna de 1925. El gobierno de Omar Torrijos estableció un régimen de mayor autonomía para los pueblos indígenas y favoreció la formación de nuevas comarcas. La Comarca Emberá-Wounaan, constituida de territorios no contiguos de la provincia de Darién, fue establecida en 1983 durante el periodo de dictadura militar en Panamá. Las comarcas Guna de Madugandí y Ngäbe-Buglé fueron establecidas en 1996 y 1997, respectivamente, durante el gobierno de Ernesto Pérez Balladares. Las últimas comarcas en constituirse son Guna de Wargandí, durante el gobierno de Mireya Moscoso en julio de 2000, y Naso Tjër Di, durante el gobierno de Laurentino Cortizo en 2020.